# Jouons à la maman
Jouons à la Maman est un jeu vidéo de simulation pour enfants développé par ZigZag Island et édité en 2008 par Deep Silver pour la console Nintendo DS.
Ce jeu fait partie des premiers titres de la gamme Jouons à, produite par le groupe Koch Media pour concurrencer la gamme Léa Passion d'Ubisoft.

## Concept
Dans Jouons à la Maman, le joueur incarne une jeune fille qui débute dans le monde du baby-sitting et qui doit prendre soin de jeunes enfants.
Le jeu est mis en scène sous la forme d'un mixte de minis jeux et d'écrans fixes permettant de discuter avec les personnages non jouables
Chaque matin, l'emploi du temps de la journée est donné au joueur. Le jeu est composé de 11 minis jeux jouables uniquement au stylet.
Pour participer à un mini jeu, le joueur doit se rendre dans la pièce de la maison indiquée sur la carte qui est affichée sur l'écran supérieur de la Nintendo DS.
Quand le joueur est au bon endroit, une bulle représentant le mini jeu apparaît à l'écran. Le joueur a juste à cliquer sur la bulle pour lancer le mini jeu.

## Environnement de jeu
L'environnement de jeu est une maison modélisée en 3 dimensions. Suivant les minis jeux, le joueur devra se rendre dans la salle de bain, le salon, la cuisine, le jardin, la salle de jeu ou encore dans chambre des enfants.
Le mode de déplacement est un point and click. Le joueur touche un endroit de l'écran tactile avec le stylet et la baby-sitter se déplace jusqu'à cet endroit.

## Les minis jeux
Le jeu est composé de 11 minis jeux :
- Nourrir : le joueur doit nourrir l'enfant qui est assis sur sa chaise haute.
- Donner le biberon : le joueur doit donner le biberon au bébé en le manipulant avec le stylet.
- Couches : le joueur doit changer les couches du bébé en 3 étapes (enlever la couche sale, lui laver les fesses, lui mettre une couche propre)
- Salle de jeu : le joueur joue aux cowboys et aux indiens avec les enfants.
- Hochet : le joueur doit amuser l'enfant en secouant le hochet dans la direction qu'il souhaite.
- Laver : le joueur doit laver l'enfant en 3 étapes (savon, shampoing, lait pour le corps)
- Habillage : le joueur doit habiller l'enfant comme il le souhaite.
- Endormir : le joueur doit endormir le bébé en attrapant les notes de musique que le bébé veut entendre.
- Bercer : le joueur doit bercer le bébé en suivant le bon rythme pour le calmer.
- Bac à sable : le joueur doit asperger d'eau les taupes qui sortent de leurs trous.
- Ballon sauteur : le joueur doit faire rebondir le bébé sur un ballon plein d'air.

## Noms localisés
Le nom de la gamme est localisé suivant les pays. Ainsi on retrouve pour ce titre :
- Jouons à la maman en France
- Let's Play Mums au Royaume-Uni
- Let's Play La Mamma en Italie
- Spielen wir Mami en Allemagne
- Juguemos a Las Mamas en Espagne

## Équipe de développement
- Producteurs exécutifs : Guillaume Descamps, Stéphane Gonod
- Directeur Artistique : Jérôme Lignier
- Directeur Créatif : Guillaume Descamps
- Directeur Technique : Marc Ly
- Artistes 2D : Jérôme Lignier, Ludovic Legrand, Paul Mafayon
- Artistes 3D : Arnaud Machus, Benjamin de Ruyter, Jérôme Lignier, Sylvain Depre
- Logo & Pochette : Paul Mafayon
- Programmeur en chef : Marc Ly
- Programmeur senior : Clément Dupret
- Programmeurs : David Tanguy, Mustapha Tachouct, Romain Volhuer, Simon Guille
- Programmeur additionnel : Emmanuel Tuloup
- Conception du jeu : Guillaume Descamps, Jérôme Lignier, Paul Mafayon
- Sons et musiques : Allister Brimble,  Anthony Putson